# Nikolaus Karies
Nikolaus Karies, auch Nikkel Caries (geb. vor 1558; gest. nach 1587), war ein Baumeister, dessen Wirken von 1558 bis 1587 belegt ist.

## Leben und Wirken
Sowohl die Herkunft Nikolaus Karies als auch seine Lebensdaten sind nicht dokumentiert. Sein Name ist erstmals 1558 in Rechnungen des Zolls in Gottorf zu finden. Die letzten Erwähnungen beziehen sich auf eine Rechtsstreitigkeit mit Hans Wildfang 1587 in Flensburg und den März 1588, in dem Karies in gleicher Angelegenheit eine Klage einreichte. Laut dem dänischen Kunsthistoriker Vilhelm Lorenzen handelte es sich bei Karies um einen Italiener.
Karies arbeitete als Baumeister für Herzog Hans den Jüngeren von Schleswig-Holstein-Sonderburg. Sein bedeutendstes Bauwerk war Schloss Glücksburg, für dessen Bau beide Parteien am 21. Dezember 1582 einen Vertrag schlossen. Karies sollte für die Fertigstellung 6000 Mark lübisch erhalten. In einem weiteren Vertrag vom 16. März 1585 vereinbarten sie, dass Karies für 1600 Mark lübisch ein Pforthaus, Ställe und Nebengebäude errichten sollte. Nach Baubeginn 1582 dauerten die Arbeiten bis 1587.
Zu den weiteren Arbeiten Karies im Auftrag des Herzogs gehörte vermutlich der Wiederaufbau der 1565 durch einen Blitzeinschlag zerstörten Laurentiuskirche in Munkbrarup. Ein Hinweis darauf ist die gleichartige Ausführung der Gewölbe des Glücksburger Schlosses und der Munkbraruper Kirche. Die Arbeiten könnten aber auch von Baumeister Peter de Castella übernommen worden sein. 1575 arbeitete Karies wahrscheinlich am Ostgiebel der Nortorfer Kirche; als Baumeister in königlichem Auftrag ist allerdings recht uneindeutig „Nickel Muermeister“ aufgeführt. Weitere Gewerke in dieser Gegend sind nicht dokumentiert.
Karies übernahm vermutlich auch Aufträge in Jütland. 1581 führte er mehrere Arbeiten in Dronningborg, darunter an der Kirche, aus. Um diese Zeit schuf er wahrscheinlich auch für Jörgen Skram dessen neu gebauten Herrensitz Tjele. Da die dekorative Ausführung der Pilastergiebel denen des Glücksburger Schlosses sehr ähnlich ist, nahm Vilhelm Lorenzen an, dass sie von Karies stammen. Ähnlich gestaltete Giebel sind auch an Schloss Katholm und Visborggaard zu finden. Lorenzen hielt es daher für möglich, zumindest nicht für ausgeschlossen, dass Karies daran mitwirkte.